# Rząśnik (gmina)
Rząśnik – gmina wiejska w województwie mazowieckim, w powiecie wyszkowskim.
W latach 1973–1975 gmina należała do powiatu wyszkowskiego województwa warszawskiego, W latach 1975–1998 do województwa ostrołęckiego, a od 1999 ponownie do powiatu wyszkowskiego (województwa mazowieckiego).
Siedziba gminy to Rząśnik.
Według danych z 30 czerwca 2004 gminę zamieszkiwało 6616 osób.

## Struktura powierzchni
Według danych z 2002 gmina Rząśnik ma obszar 167,42 km², w tym:
- użytki rolne: 57%
- użytki leśne: 37%

Gmina stanowi 19,1% powierzchni powiatu.

## Demografia
Dane z 30 czerwca 2004:
| Opis                              | Ogółem | Ogółem | Kobiety | Kobiety | Mężczyźni | Mężczyźni |
| --------------------------------- | ------ | ------ | ------- | ------- | --------- | --------- |
| Jednostka                         | osób   | %      | osób    | %       | osób      | %         |
| Populacja                         | 6616   | 100    | 3269    | 49,4    | 3347      | 50,6      |
| Gęstość zaludnienia [mieszk./km²] | 39,5   | 39,5   | 19,5    | 19,5    | 20        | 20        |

Najludniejszy w gminie jest Rząśnik, siedziba gminy (1646 os.), następnie Porządzie (700 os.), Komorowo (576 os.) i Dąbrowa (539 os.). W położonych po sąsiedzku czterech wsiach mieszka połowa mieszkańców gminy.

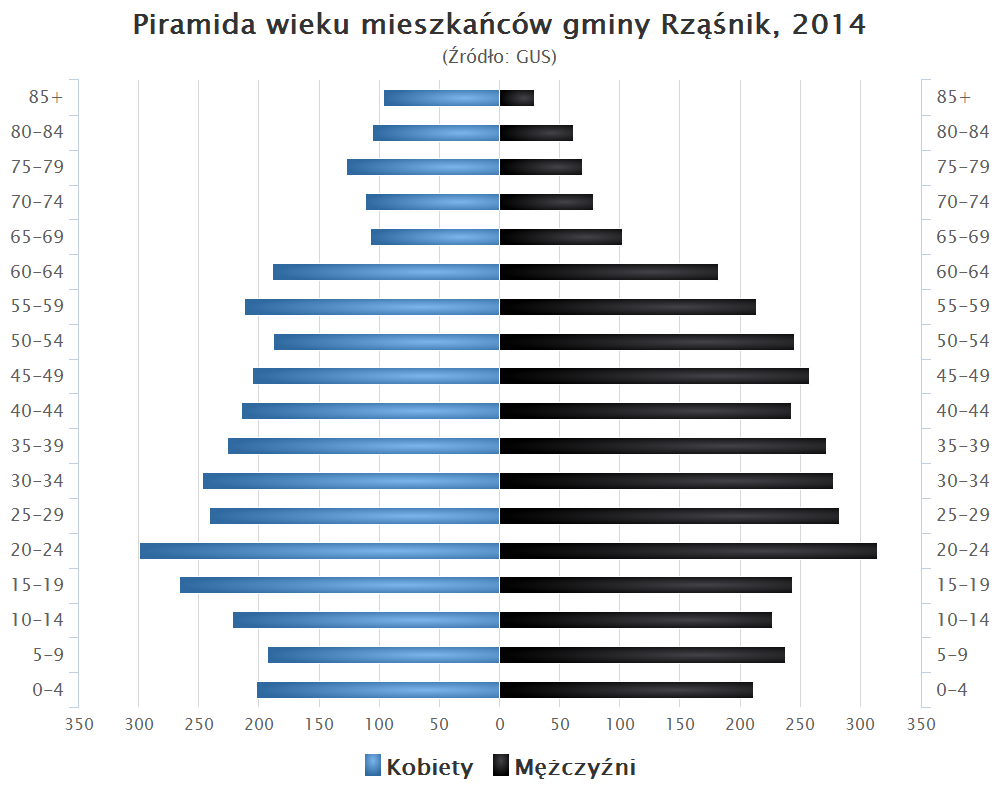
Piramida wieku mieszkańców gminy Rząśnik w 2014 roku

## Historia gminy
Gmina powstała 1 stycznia 1973 z połączenia gromad powiatu wyszkowskiego: Rząśnik, Nowy Lubiel oraz połowy obszaru gromad Leszczydół Stary i Wola Mystkowska. Wcześniej od 1954 Rząśnik był siedzibą gromady, zaś przed 1954 obecny obszar gminy należał do gmin: Obryte i Wyszków.
W latach 1946–1951 na terenie Gminy Rząśnik w ramach podziemia niepodległościowego działał oddział Jana Kmiołka „Wira”. W 2006 młodzież z Rząśnika założyła pod patronatem wójta Wiejski Klub Sportowy „Rząśnik”, którego prezesem został Krzysztof Archacki. Drużyna w sezonie 2008/2009 zajęła 2 miejsce w IV grupie warszawskiej B-klasy i awansowała do klasy A. Trenerem drużyny jest Łukasz Zalewski.

## Zabytki
Na terenie gminy Rząśnik znajduje się kilka zabytkowych kościołów i cmentarzy ujętych w rejestrze zabytków Narodowego Instytutu Dziedzictwa.
- kościół św. Anny w Nowym Lubielu wraz z dzwonnicą i plebanią (1890-1926);
- drewniany kościół św. Teresy w Porządziu (kon. XIX, 1928);
- cmentarz rzymskokatolicki w Nowym Lubielu.

## Sołectwa
Bielino, Dąbrowa, Gołystok, Grądy Polewne, Grodziczno, Janowo, Józefowo, Komorowo, Nowa Wieś, Nowe Wielątki, Nowy Lubiel, Nury, Ochudno, Osiny, Ostrówek, Plewica, Porządzie, Rogóźno, Rząśnik, Stary Lubiel, Wielątki, Wielątki-Folwark, Wincentowo, Wola Polewna, Wólka-Folwark, Wólka Lubielska, Wólka-Przekory, Wólka-Wojciechówek.

## Sąsiednie gminy
Brańszczyk, Długosiodło, Obryte, Rzewnie, Somianka, Wyszków, Zatory